# Weiner (filme)
Weiner é um filme-documentário estadunidense de 2016 dirigido e escrito por Josh Kriegman e Elyse Steinberg. Segue a campanha de Anthony Weiner na eleição municipal de Nova Iorque em 2013.